# 本多忠俊
本多 忠俊（ほんだ ただとし）は、戦国時代の武将。三河国宝飯郡伊奈城主。徳川二十八神将の一人。

## 生涯
三河国の武将・本多正忠の子として誕生。鬼作左で知られる本多重次は忠俊の支流で、従兄弟の子にあたる。
はじめ、駿河国の今川氏に従う。弘治2年（1556年）8月には、今川氏から離反した奥平貞勝を鎮圧する雨山合戦において第二陣として参戦した。永禄3年（1560年）5月、主君・今川義元の尾張侵攻では、自らは参戦せずに嫡男・光忠を代将として派遣した。ところが、桶狭間の戦いにおいて義元が戦死し、松平元康（後の徳川家康）が独立すると、今川氏を離反し元康方に転じた。
三河一向一揆平定戦では、豊川の東岸で三河支配権回復の機を窺う今川氏の吉田城に備え、宝飯郡小坂井に要害を構築した。その間に光忠を、岡崎の家康の支援に向かわせた。
永禄7年（1564年）3月4日、伊奈城において死去。